# Diaphenchelys
Diaphenchelys – rodzaj ryb promieniopłetwych z podrodziny Muraeninae w obrębie rodziny murenowatych (Muraenidae).

## Rozmieszczenie geograficzne
Do rodzaju należą gatunki występujące w wodach wschodniego Oceanu Indyjskiego i zachodniego Oceanu Spokojnego.

## Morfologia
Długość ciała do 50,3 cm.

## Systematyka
Rodzaj zdefiniowała w 2007 roku para amerykańskich ichtiologów, John E. McCosker i John Ernest Randall, w artykule poświęconym nowemu rodzajowi i gatunkowi mureny z Indonezji, opublikowanym w czasopiśmie Proceedings of the California Academy of Sciences. Gatunkiem typowym jest (oryginalne oznaczenie (również monotypowe)) D. pelonates.

### Etymologia
Diaphenchelys: gr. διαφορος diaphoros ‘różny’; εγχελυς enkhelus ‘węgorz’.

### Podział systematyczny
Do rodzaju należą następujące gatunki:
- Diaphenchelys dalmatian Hibino, Satapoomin & Kimura, 2017
- Diaphenchelys laimospila Huang, Smith & Liao, 2021
- Diaphenchelys pelonates McCosker & Randall, 2007